# Ножан-сюр-Марн (станция RER)
Ножан-сюр-Марн — станция линии A транспортной сети RER в пригороде Парижа Ножан-сюр-Марн.
Старая станция открыта в 1859 году. Поезда отправлялись с Лионского вокзала.
В 1969 году станция была реконструирована и стала частью RER. Имеет 2 боковые платформы, между которыми проходит 2 железнодорожных пути. В часы пик поезда отправляются со станции каждые 10 минут.

## Общественный транспорт
- Автобус: 113, 114, 120, 210, 514, N33